# Essertines-en-Donzy
Essertines-en-Donzy település Franciaországban, Loire megyében. Lakosainak száma 479 fő (2022. január 1.). Essertines-en-Donzy Jas, Panissières, Chambost-Longessaigne és Saint-Martin-Lestra községekkel határos.

## Népesség
A település népességének változása:
| Lakosok száma | 495  | 419  | 397  | 475  | 493  | 490  | 490  | 495  | 490  | 479  |
|               | 1968 | 1982 | 1990 | 2006 | 2013 | 2015 | 2017 | 2019 | 2020 | 2022 |